# Zufall und Notwendigkeit
Zufall und Notwendigkeit. Philosophische Fragen der modernen Biologie (französischer Originaltitel: Le hasard et la nécessité. Essai sur la philosophie naturelle de la biologie moderne) ist ein 1970 erschienenes Buch des Molekularbiologen und Nobelpreisträgers Jacques Monod.
Es handelt in erster Linie, mit Bezug auch auf soziokulturelle Theorien von den Auswirkungen der Evolutionstheorie auf das Selbstbild des Menschen.

## Titel
Der Titel leitet sich von einer angeblichen Aussage Demokrits „Alles, was im Weltall existiert, ist die Frucht von Zufall und Notwendigkeit“ ab. Monod überträgt diese Bedeutung auf die Grundelemente der Evolutionstheorie – Mutation und Selektion.

## Inhalt
Nach einer Analyse dessen, was die belebte Natur von der unbelebten Natur unterscheidet, wird zunächst dargestellt, wie vitalistische und animistische Weltanschauungen versucht haben, das Phänomen des Lebens zu erklären. Im Anschluss wird auf die damals relativ jungen Erkenntnisse der Molekularbiologie eingegangen, wie zum Beispiel den Mechanismus der Enzymkinetik, die Proteinbiosynthese und die DNA-Replikation und wie diese das Fundament für die Evolutionstheorie bilden.
In weiterer Folge werden auch andere Themenbereiche kurz gestreift, wie zum Beispiel die Thermodynamik oder Anthropologie.
Jacques Monod möchte zeigen, dass ein auf den Erkenntnissen der Naturwissenschaften begründetes Weltbild keinen Raum mehr für einen Glauben an eine Vorherbestimmtheit des Menschen zulasse, dass aber viele Menschen nicht bereit seien, diese Form des Anthropozentrismus aufzugeben.
Sein wissenschaftlicher Aufsatz ist mit der Weltanschauung des Philosophen Albert Camus verwandt. Das aus dem Mythos von Sisyphos als Motto auf der ersten Seite erscheinende Zitat lautet : „Überzeugt, dass alles Menschliche nur menschlichen Ursprungs ist, bleibt Sisyphos immer unterwegs. (…) Sisyphos lehrt die höhere Treue, die die Götter leugnet und die Steine bewegt. (…) Dieses Universum, von nun an ohne Herren, erscheint ihm weder unfruchtbar noch nichtig. (…) Der Kampf um die Gipfel allein vermag ein Menschenherz auszufüllen.“ (Albert Camus: Der Mythos von Sisyphos : ein Versuch über das Absurde. 1942)
Andere Konzepte, auf die im Buch eingegangen wird, sind die der Dysgenik und der Beobachtung, dass Ideen und Vorstellungen ähnlich wie Lebewesen einem Selektionsprozess unterworfen sind, wofür Richard Dawkins sechs Jahre später den Begriff Mem eingeführt hat.